# Farrington Aircraft Corporation
Farrington Aircraft Corporation est une entreprise aéronautique américaine fondée par un ancien pilote de la Pan Am, Don Farrington, à Paducah, Kentucky, associé à John Potter, anciennement vice-président d’Air & Space Manufacturing Co. 

## Histoire
Don Farrington fut victime d’une crise cardiaque en avril 2000. Les activités de Farrington Aircraft Corporation, y compris celles de sa filiale Air & Space America Inc, furent reprises par Heliplane Aircraft Corporation à LaBelle, Floride, compagnie constituée par John Potter et Gene Ferrel. John Potter est décédé en 2006, victime d’un cancer.